# Sở Uy vương
Sở Uy vương (chữ Hán: 楚威王; 378 TCN - 329 TCN), tên thật là Hùng Thương (熊商) hoặc Mị Thương (芈商), là vị vua thứ 39 của nước Sở - chư hầu nhà Chu trong lịch sử Trung Quốc. Ông trị vì từ năm 339 TCN đến năm 329 TCN, tổng cộng 11 năm.
Sở Uy vương là con của Sở Tuyên vương, vị quốc vương thứ 38 của nước Sở. Bấy giờ ông là một vị quân chủ nổi tiếng trong thời đại Chiến Quốc, được xem là vị quân chủ trung hưng nước Sở rất có công lao. Nước Sở dưới thời Sở Uy vương đã đạt đến cực thịnh nhất trong lịch sử tồn tại của nó, cương vực rộng lớn nhất trong Thất hùng.
Theo Sử ký - Tô Tần liệt truyện viết về nước Sở: "Tây có Kiềm Trung, Vu quận, đông có Hạ Châu, Hải Dương, Nam tới Đổng Đình, Thương Ngô, bắc tới Tuân Dương, đất rộng năm nghìn dặm, cỗ xe năm nghìn, áo giáp trăm vạn...", cho thấy sự thịnh trị cực đại của nước Sở dưới thời Uy vương.

## Trị vì
Năm 339 TCN, Sở Tuyên Vương mất, Hùng Thương nối ngôi, tức là Sở Uy vương.
Năm 337 TCN, sau khi Tần Hiếu công mất, Thái tử Doanh Tứ lên ngôi tức Tần Huệ Văn vương. Huệ Văn vương giết tướng quốc Thương Ưởng, Sở Uy vương nghe tin bèn cùng Hàn và Triệu đã sai sứ đến chúc mừng vua Tần. Năm 337 TCN, Sở Uy vương cùng Hàn Chiêu hầu, Triệu Túc hầu sai sứ thông hiếu với Tần.
Năm 334 TCN, nghe tin nước Việt (越國) chuẩn bị tấn công Tề, Tề Uy Vương bèn gửi sứ thần tới thuyết phục vua Việt tấn công Sở thay vì tấn công nước mình, Việt ồ ạt đem quân đánh Sở, tuy nhiên sau một thời gian giằng co, Sở đánh bại Việt, nhân đó Sở Uy Vương sai Cảnh Thúy đánh Việt, giết Việt vương và chiếm nước Việt. Người nước Việt ly tán và chống lại nước Sở, mãi tới thời Hoài vương, năm 306 TCN mới thôn tính hết được.
Năm 334 TCN, Tề Uy vương và Ngụy Huệ vương hội ở Từ Châu cùng xưng vương. Sở Uy vương thấy vậy tức giận, sai Cảnh Thúy đánh nước Tề. Cảnh Thúy đại thắng quân Tề ở Từ Châu.
Năm 332 TCN, theo Sử ký, Tô Tần hợp tung chống Tần, đến thuyết Uy vương cùng sáu nước chống Tần, tuy nhiên các sử gia hiện đại xác định rằng thời gian hoạt động của Tô Tần muộn hơn trong Sử ký nêu khoảng 40 năm và không có đến thuyết Sở Uy vương.

## Cái chết
Uy vương vì chuyện nước Tề xưng vương nên ăn không ngon ngủ không yên đến năm 329 TCN thì phát bệnh chết. Con là Hùng Hoè kế vị tức Sở Hoài vương